# Grzegorz Wnęk
Grzegorz Andrzej Wnęk (ur. 14 czerwca 1974 w Frysztaku) – polski malarz współczesny.

## Życiorys
W latach 1994–1999 studiował na Wydziale Malarstwa Akademii Sztuk Pięknych w Krakowie.
W 1999 roku uzyskał dyplom z wyróżnieniem w pracowni prof. Stanisława Rodzińskiego.
Wszedł w skład komitetu wspierającego kandydaturę Karola Nawrockiego na prezydenta RP w wyborach w 2025.
W 2021 odznaczony Srebrnym Krzyżem Zasługi.

## Działalność artystyczna
Prace w zbiorach min. Frissiras Museum w Atenach, Lubuskiej Zachęty Sztuki Współczesnej, Galerii Bielskiej BWA.

### Nagrody i wyróżnienia
- W 2003 laureat Grand Prix 36. Ogólnopolskiego Konkursu Malarstwa "Bielska Jesień", Galeria Bielska BWA.
- W 2005 praca pt. „Maszyna” zakwalifikowana się do stu najlepszych obrazów roku 2004 w konkursie „Obraz roku”.
- W 2006 wyróżnienie w konkursie malarskim VI Triennale Sztuki Sakrum w Częstochowie, pod patronatem Ministra Kultury i Dziedzictwa Narodowego.
- W 2006 otrzymał Stypendium Ministra Kultury i Dziedzictwa Narodowego.
- W 2007 laureat stypendium Młodej Polski.

### Wybrane wystawy indywidualne
- 2010 Artist's eye. Grzegorz Wnęk, Frissiras Museum, Ateny;
- 2010 Figura serpentinata (z  Grzegorzem Bednarskim i Rafałem Pacześniakiem), Muzeum Okręgowe, Rzeszów;
- 2009 Wizja lokalna, Grzegorz Wnęk, Galeria Grodzka 42, Kraków;
- 2009 Malarstwo – Grzegorz Wnęk, BWA Rzeszów,
- 2008 Malarstwo – Grzegorz Wnęk, Galeria Nautilus, Kraków
- 2006 Grzegorz Wnęk 25 obrazów, Galeria Senatorska, Warszawa
- 2005 Energia, przestrzeń, czas Galeria ZPAP Pryzmat, Kraków
- 2004 MalarstwoDominik Rostworowski Gallery, Kraków
- 2003 Malarstwo, BWA Kielce
- 2003 Kadry z codzienności, Galeria Krytyków Pokaz, Warszawa[3]
- 2002 Malarstwo(z I.Dobrzańską), Stadtsparkasse,	Cuxhaven/ Niemcy;
- 2002 Obrazy, Biuro Wystaw Artystycznych,	Sandomierz;
- 2001 Malarstwo(z I. Dobrzańską), Statdsparkasse  – Groden,	Cuxhaven/ Niemcy;
- 2001 Codzienność, Kunstlerhaus, wystawa wieńcząca pobyt artystyczny w Kunstlerhaus w Cuxhaven,	Cuxhaven/ Niemcy;
- 2000 Malarstwo i rysunek, Galeria Gil,	Kraków;
- 2000 Malarstwo(z I.Dobrzańską), Statdsparkasse,	Cuxhaven/ Niemcy;

### Wybrane wystawy zbiorowe
- 2009 Wystawa Pedagodzy Wydziału Malarstwa krakowskiej ASP, PWSZ w Tarnobrzegu, Tarnobrzeg;
- 2009 Grunwald-Art. Wystawa poplenerowa, Galeria Marszałkowska, Olsztyn;
- 2009– (16.07-20.09) POSITIONEN DER POLNISCHEN GEGENWARTSKUNST, PackHof Museum Junge Kunst, pokaz kolekcji Lubuskiej Zachęty Sztuki Współczesnej, Frankfurt nad Odrą, Niemcy;
- 2008 Odnajdywanie piękna, Pałac Sztuki, Kraków;
- 2008 The  new Force of Painting, Frissiras Muzeum, Ateny;
- 2008 Lubuska Zachęta Sztuki Współczesnej, pokaz kolekcji, BWA Zielona Góra,	Zielona Góra;
- 2007 Dekalog, Pałac Sztuki, Tarnów, Kraków.
- 2007 Europejskie Dni Dziedzictwa, Galeria Nautilus, Kraków;
- 2006 Lubuska Zachęta Sztuki Współczesnej uczestnicy: Supergrupa Azorro, Bettina Bereś, Jacek Dłużewski, Ryszard Górecki, Elżbieta Jabłońska, Paweł Jarodzki, Paulina Komorowska-Birger, Jarosław Kozłowski, Zofia Kulik, Natalia LL, Jarosław Modzelewski, Jadwiga Sawicka, Zbigniew Sejwa, Mikołaj Smoczyński, Leszek Sobocki, Twożywo, Grzegorz Wnęk, BWA Zielona Góra,	Zielona Góra;
- 2006 Żywoty zwierząt, BWA, Częstochowa;
- 2006 VI Triennale Sztuki Sakrum, BWA, Częstochowa;
- 2005 Obraz Roku 2004 – finałowa setka, Krulikarnia, Warszawa;
- 2005 Don Kichot, Muzeum Narodowe, Kamienica Szołayskich, Kraków, Kowno, Litwa;
- 2005 Figuracja odnowa, ZPAP Lublin, Lublin;
- 2004 – 2005 Bachantki, BWA Olsztyn, Teatr Wielki,	Olsztyn, Warszawa;
- 2004 Bigaj, Kubiak, Nowak, Wnęk, CSW Solvay,	Kraków;
- 2004 Salon Malarstwa Współczesnego Egeria, Galeria Sztuki Współczesnej,	Ostrów Wielkopolski;
- 2003 ryba, bacon i ćwierć wołu, Galeria ZPAP PRYZMAT, Kraków, Gorzów Wielkopolski;
- 2003 36 Ogólnopolski Konkurs Malarstwa Współczesnego-  Galeria Bielska BWA,	Bielsko Biała;
- 2003 IV Triennale Polskiego Rysunku Współczesnego, Lubaczów;
- 2001 Na obraz i podobieństwo, wystawa współorganizowana przez Stowarzyszenie Kontrapost, Galeria Krypta u Pijarów,	Kraków;
- 1999 Biennale malarstwa „Bielska Jesień”, Galeria Bielska,	Bielsko- Biała, Słupsk;
- 1999 Kontrapost, (Rafał Borcz, Rafał Pacześniak, Wilhelm Sasnal, Grzegorz Wnęk) Dominik Rostworowski Gallery, Kraków;

### Opracowania
- Artist's eye. Grzegorz Wnęk, Frissiras Museum, Ateny; (katalog wystawy)
- Malarstwo – Grzegorz Wnęk, Galeria Nautilus, Kraków, BWA Rzeszów; (katalog wystawy)